# MKpV Nádor és István
Az MKpV Nádor és István két szerkocsis gőzmozdonya volt a Magyar Középponti Vasútnak (MKpV).
A mozdonyokat a Bécsben letelepedett William Norris 1846-ban építette 2A tengelyelrendezéssel, majd a kapcsolatlan kerékpárú mozdonyokból 1B két kapcsolt kerékpárúvá építette át 1855-ben. A NÁDOR és ISTVÁN nevet kapták. Belsőkeretes külső, ferde hengerelrendezésű gépek voltak. Az állókazánfedél félgömbformájúra volt kialakítva.
A MKpV mozdonyépítési igazgatója John Baillie korán felismerte, hogy a kapcsolatlan kerékpárú mozdonyok a MKpV igényeinek nem felelnek meg. Ezért engedélyezte, hogy két 2A mozdonyt 1855-ben két kapcsolt kerékpárúvá építsenek át. Az átépített gépek belsőkeretes elrendezése megmaradt, kívül ferdén elhelyezett gőzhengerekkel, ami kedvezett a futókerék elhelyezésének. A keresztfej egyvezetékes volt. Érdekes megoldás a két párhuzamos köracélból kialakított csatlórúd. A hajtókerék a második pár volt. A keret között elhelyezett vezérmű működtette a hengerekkel párhuzamos kívül elhelyezett síktolattyúkat. A mozdony fatüzeléssel 60 LE teljesítményű volt. Ezeknek a mozdonyoknak nagyobb tapadás vonóereje viszonylag kisebb kapcsolt kerékátmérőkkel párosult és 35–40 km-es sebességével mind személy-, mind tehervonati szolgálatra megfeleltek.
A táblázatban a technikai adatok az 1885-ös átépítés utáni állapotra vonatkoznak.
1850-ben a MKpV-t államosították megalakítva az (Osztrák) cs. kir. Délkeleti Államvasútat (SöStB), a mozdonyok is átkerültek és új, 15 és 16. pályaszámokat kaptak. Azután, hogy 1855-ben a SöStB-t  megvásárolta az ÁVT  a pályaszámokat 71 és 72-re változtatták. 1864-ben minden átépített mozdony átkerült a Magyar Északi Vasúthoz (MÉV) és 1866-ban selejtezték őket.

## Fordítás
- Ez a szócikk részben vagy egészben  az   UZB – Nádor und István című német Wikipédia-szócikk fordításán alapul.  Az eredeti cikk szerkesztőit annak laptörténete sorolja fel. Ez a jelzés csupán a megfogalmazás eredetét és a szerzői jogokat jelzi, nem szolgál a cikkben szereplő információk forrásmegjelöléseként.